# Molnia-2
Molnya-2, (código GRAU: 11F628), também conhecido como Molnya-1M, é a designação da segunda geração de satélites de comunicação da União Soviética. Desenvolvido e utilizado na dácada de 70, ele foi desenvolvido sobre a plataforma Kaur-2, e era parte do Sistema Unificado de Comunicação por Satélite em conjunto com satélites da linha Raduga. Além disso, os satélites Molnya-2 foram usados para retransmitir a programação da Central Soviética de Televisão como parte do sistema Órbita de TV. A partir de 1977 ele começou a ser substituído pelo Molnia-3.
O seu desenvolvimento teve início em 1979 com o primeiro lançamento do Molnya-1T ocorrendo em 2 de Abril de 1983, tendo entrado em serviço efetivo em 1987. Desde 2006, está sendo substituído paulatinamente pelo satélite "Meridian".

## História
Inicialmente, a primeira geração desses satélites, o Molnia-1, cuja decisão de criação foi tomada em 31 de Outubro de 1961, tinha como objetivo criar uma linha de comunicação de rádio entre Moscou e Vladivostok. Ao mesmo tempo, era previsto que no futuro, esse sistema pudesse permitir a criação de um sistema de rádio e TV operando do território da União Soviética, capaz de, combinado com repetidoras em terra, permitir a transmissão de programas de TV para as principais regiões da União Soviética, o que ensejou o projeto do Molnia-1M, ou Molnia-2 e também do sistema Órbita de TV. Na mesma época em 1968, foi tomada a decisão de desenvolver um sistema de comunicação militar de alta segurança.
O desenvolvimento do projeto do satélite Molnya-2 foi concluído no início de 1970. Durante o seu desenvolvimento, os cientistas e técnicos chegaram a conclusão de que desenhos e processos industriais inovadores para a época podiam garantir a implementação do sistema desejado, desde que todo esse esforço fosse unificado num projeto tanto a nível de orçamento como de recursos físicos e humanos. Em relação a isso, a decisão do "Comitê Central" e do "Conselho de Ministros" de 05/04/1972, criou o Sistema Unificado de Comunicação por Satélite, baseado na segunda geração de satélites, os "Molnya-2" em órbita elíptica alta e os Raduga, em órbita geoestacionária.
Os testes em voo do satélite "Molnya-2" foram efetuados entre 1971 e 1974. Durante os testes, os técnicos enfrentaram vários desafios, sendo o principal deles a falta de métodos para prever a vida útil da espaçonave. Devido a falta de experiência em relação a confiabilidade dos equipamentos a bordo da espaçonave, expectativas de falhas inesperadas abreviavam a previsão de vida útil desses satélites. Assim, foi criado em 1973, um sistema composto por três satélites Molnya-2 para testes operacionais para retransmissão de programas de TV. Um defeito num dos circuitos só foi descoberto depois do lançamento dos três satélites, e acabou afetando todos eles.
Em 23 de Fevereiro de 1973, todos as satélites falharam, levando à interrupção dos serviço de retransmissão de TV, o que causou descontentamento na população do extremo Leste, na região de Chukotka e no extremo Norte. O Conselho de Ministros da União soviética cobrou soluções de forma enérgica à Comissão responsável pelo projeto e ao seu projetista chefe, Gregori Markelovich Cherniavski, tendo sido cobrados pela solução do problema tão rápido quanto possível.
Operações de teste do sistema composto por satélites "Molnya-2" foram conduzidas entre 1974 e 1977. Durante esse período, foram lançados 19 satélites desse modelo, sendo que 17 deles tiveram sucesso. Em 1977 eles começaram a ser substituídos pelo modelo Molnia-3.

## Agrupamento
Assim como os modelos Molnia-1+, cada grupo operacional de satélites "Molnia-2", consistia de oito unidades atuando sobre o Hemisfério norte, numa órbita específica, com apogeu de 40.000 km e perigeu de 500 km. Esse grupo de satélites era dividido em quatro pares, cada um se movendo num intervalo de 6:00 horas entre um e outro. As rotas desses pares eram separadas por 90° de longitude, ou seja, oito satélites cobriam todo o Mundo. O seu apogeu exagerado permitia ao primeiro grupo, uma cobertura praticamente contínua dos territórios da Sibéria Central e da América do Norte, enquanto o segundo grupo cobria a Europa Ocidental e o Pacífico.
Esse esquema orbital posicionava os satélites em altitudes muito elevadas sobre a União Soviética, fazendo com que eles fossem visualizados como "objetos muito fracos" em relação as estações terrestres. Essas características simplificavam o processo de posicionar e manter orientadas as suas antenas.

## Objetivo

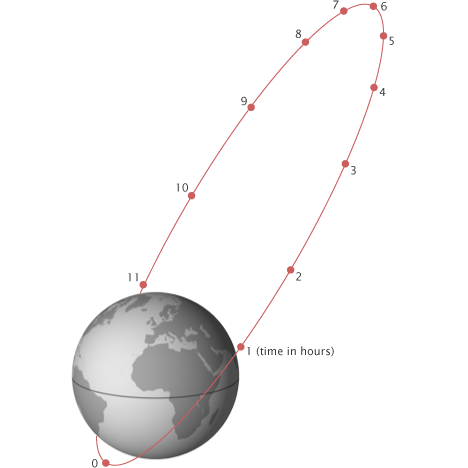
Órbita típica dos satélites Molnia. Os pontos vermelhos indicam o movimento do satélite em órbita.

O sistema de comunicação composto por satélites Molnia-2 tinha como objetivo principal retransmitir a programação da Central Soviética de Televisão como parte do sistema Órbita de TV. Diferente do seu antecessor, o Molnia-1+, que necessitava de antenas de alumínio medindo 12 metros de diâmetro e pesando 30 toneladas, o "Molnia-2", usando a frequência de banda C, reduziu drasticamente as dimensões das antenas de rastreamento, permitindo o aumento do número de estações, que em 1967 chegou a vinte e já no início da década de 70 chegou a 70 estações, cobrindo cerca de 80% da população. No início dos anos 80, o número de estações chegou a 90.
Além disso, os satélites "Molnia-2" foram usados para testar a primeira fase do Sistema Unificado de Comunicação por Satélite foram instaladas estações específicas para o sistema "Crystal".

### Carga útil
A carga útil dos satélites Molnia-2 foi desenvolvida pela "MNIIRS Minradioprom". foi equipada com retransmissores do "Tipo 2" (projetista chefe: A. Orlov), que fornecia operação simultânea de dois canais de Banda C. Esse modelo, usava uma quantidade considerável de soluções técnicas avançadas para a época, principalmente em relação ao equipamento de retransmissão, para permitir a sua utilização eficiente no espaço exterior mais profundo.

## Plataforma

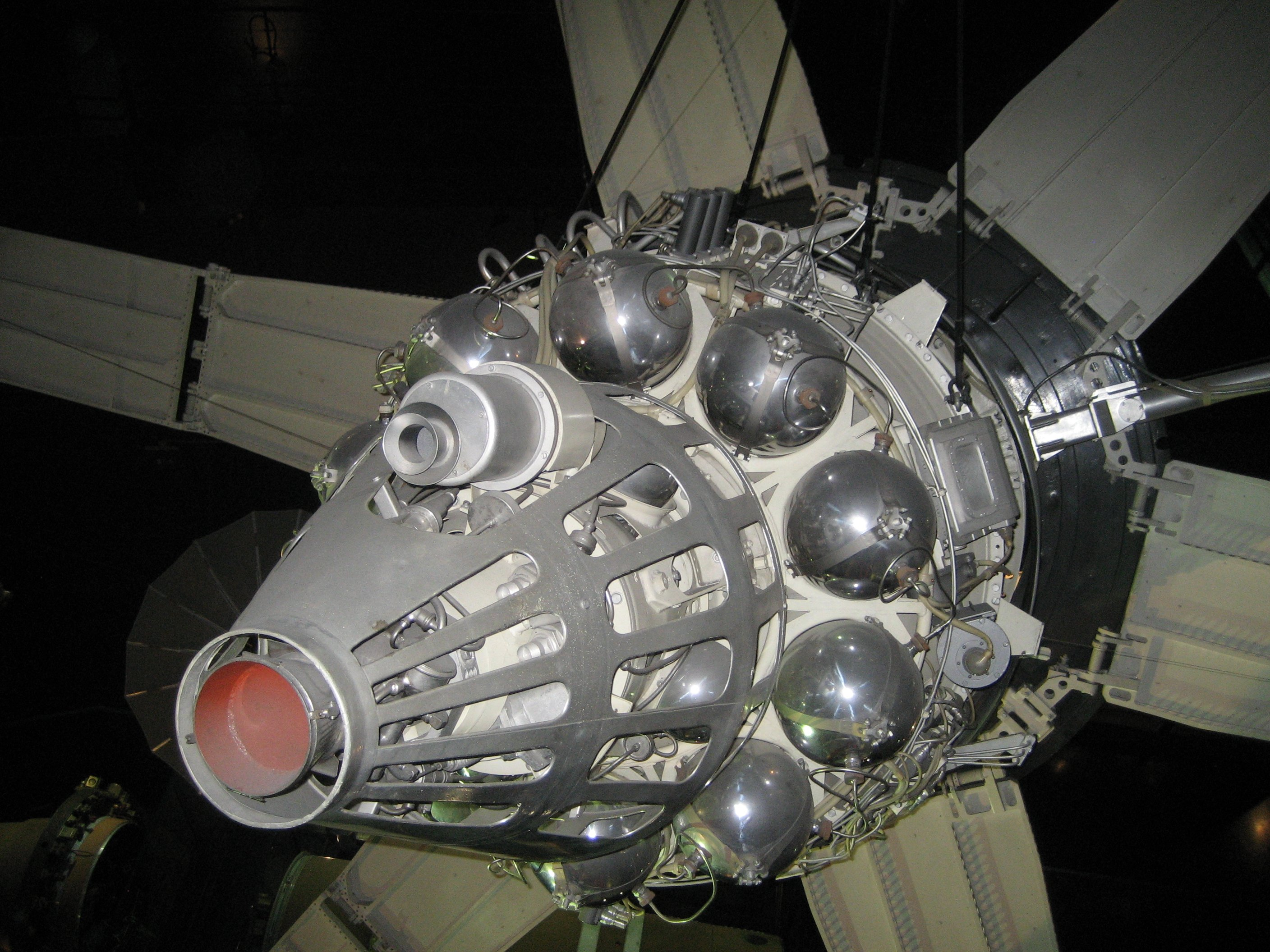
Close de um satélite Molnia, em destaque os reservatórios de nitrogênio esféricos para alimentação do sistema de orientação do satélite.

O satélite "Molnia-2" foi construído cobre a plataforma Kaur-2. Essa plataforma, consistia de um compartimento cilíndrico pressurizado com os equipamentos de serviço e retransmissão, que era interligado com seis painéis solares, um módulo de propulsão para controle de atitude e correção orbital na forma de um cone truncado, além de antenas, radiadores externos, sistema de controle de temperatura, sistemas de controle geral, reservatórios de nitrogênio esféricos para o sistema de orientação. O corpo do satélite ficava orientado longitudinalmente para o Sol, e as antenas montadas externamente ficavam permanentemente voltadas para a Terra.
A vida útil média dos satélites "Molnia-2" era de 2 a 3 anos.

### Sistema de controle de atitude
Os satélites "Molnia-2" tinham um único sistema de controle de orientação, onde um giroscópio controlava as atitudes do satélite em relação ao seu centro de massa. Como os painéis solares estavam firmemente presos ao corpo do satélite, ele precisava apontar para o Sol o tempo todo. Isso era conseguido com a ajuda de um grande giroscópio montado dentro do satélite.
Assim que o satélite se separava do último estagio do foguete e estava apontando para o Sol, o giroscópio começava a girar numa alta taxa de RPMs. Dessa forma, o giroscópio mantinha o eixo do satélite apontando para uma direção fixa no espaço. O giroscópio montado nos satélites "Molnia-1", estava associado a um sistema de molas e amortecedores para reduzir a vibração, mantendo o giroscópio suspenso dentro do corpo do satélite. Apesar da parte mecânica ser complexa, a parte eletrônica do sistema era bem simples e confiável, e por muitos anos, funcionou sem falhas nesses satélites. Associado ao sistema giroscópico, o micromotor KDU-414, alimentado por nitrogênio comprimido era acionado para corrigir pequenos desvios da posição predeterminada devido a alterações de trajetória eventuais. A combinação de um potente giroscópio com micromotores, criou uma combinação de excelente custo benefício para sistemas de orientação, com mínimo consumo de combustível.

## Lista de lançamentos do Molnia-2
| 1  | Molnia-2-1  | 24 de novembro de 1971  | Plesetsk 43/4 | 1971-100A | 05620 | 10 de maio de 1976     | Fora de serviço prematuramente                                               |
| 2  | Molnia-2-2  | 19 de maio de 1972      | Plesetsk 43/4 | 1972-037A | 06031 | 22 de março de 1977    | Fora de serviço prematuramente                                               |
| 3  | Molnia-2-3  | 30 de setembro de 1972  | Plesetsk 41/1 | 1972-075A | 06208 | 12 de janeiro de 1978  | Fora de serviço prematuramente                                               |
| 4  | Molnia-2-4  | 12 de dezembro de 1972  | Plesetsk 41/1 | 1972-098A | 06308 | 14 de janeiro de 1975  | Fora de serviço prematuramente                                               |
| 5  | Molnia-2-5  | 05 de abril de 1973     | Plesetsk 41/1 | 1973-018A | 06418 | 06 de janeiro de 1979  |                                                                              |
| 6  | Molnia-2-6  | 11 de julho de 1973     | Plesetsk 41/1 | 1973-045A | 06722 | 05 de agosto de 1978   |                                                                              |
| 7  | Molnia-2-7  | 19 de outubro de 1973   | Plesetsk 41/1 | 1973-076A | 06877 | 08 de julho de 1983    |                                                                              |
| 8  | Molnia-2-8  | 25 de dezembro de 1973  | Plesetsk 41/1 | 1973-106A | 07000 | 24 de novembro de 1984 |                                                                              |
| 9  | Molnia-2-9  | 26 de abril de 1974     | Plesetsk 41/1 | 1974-026A | 07276 | em órbita              |                                                                              |
| 10 | Molnia-2-10 | 23 de julho de 1974     | Plesetsk 43/4 | 1974-056A | 07376 | em órbita              |                                                                              |
| 11 | Molnia-2-11 | 21 de dezembro de 1974  | Plesetsk 41/1 | 1974-102A | 07583 | 07 de julho de 1988    |                                                                              |
| 12 | Molnia-2-12 | 06 de fevereiro de 1975 | Plesetsk 41/1 | 1975-009A | 07641 | 04 de agosto de 1985   |                                                                              |
| 13 | Molnia-2-13 | 08 de julho de 1975     | Plesetsk      | 1975-063A | 08015 | em órbita              |                                                                              |
| 14 | Molnia-2-14 | 09 de setembro de 1975  | Plesetsk      | 1975-081A | 08195 | em órbita              |                                                                              |
| 15 | Molnia-2-15 | 17 de dezembro de 1975  | Plesetsk      | 1975-121A | 08492 | 28 de junho de 1990    |                                                                              |
| 16 | Космос-837  | 01 de julho de 1976     | Plesetsk      | 1976-062A | 08927 | 18 de novembro de 1983 | Falha no último estágio do foguete implicou em não atingir a órbita esperada |
| 17 | Космос-853  | 01 de setembro de 1976  | Plesetsk 43/3 | 1976-088A | 09398 | 31 de dezembro de 1976 | Falha no último estágio do foguete implicou em não atingir a órbita esperada |
| 18 | Molnia-2-16 | 02 de dezembro de 1976  | Plesetsk      | 1976-116A | 09574 | 18 de janeiro de 1991  |                                                                              |
| 19 | Molnia-2-17 | 11 de fevereiro de 1977 | Plesetsk      | 1977-010A | 09829 | em órbita              |                                                                              |